# Unione Sportiva Salernitana 1968-1969
Questa pagina raccoglie i dati riguardanti l'Unione Sportiva Salernitana nelle competizioni ufficiali della stagione 1968-1969.

## Stagione
La Salernitana riconferma Settembrino in panchina, ma dopo tre giornate, il tecnico colleziona due sconfitte e una vittoria e così viene esonerato, al suo posto arriva Pietro Magni, ex calciatore della Juventus negli anni quaranta, ma la Salernitana non migliora e conclude il campionato al sesto posto. In questa stagione la formazione berretti, allenata da Mario Saracino, vince il torneo per la prima volta nella storia della Salernitana ed, ancora oggi, è l'unico trofeo giovanile vinto dalla squadra granata.

## Divise
La maglia della Salernitana 1968-1969.
| Casa |

## Organigramma societario
Fonte
Area direttiva
- Presidente: Giuseppe Tedesco
- Segretario: Mario Lupo

Area tecnica
- Allenatore: Rinaldo Settembrino, dal 30/09/1968 Pietro Magni
- Allenatore in seconda: Mario Saracino
- Preparatore atletico: Vittorio Gallo
- Magazziniere: Pasquale Sammarco

Area sanitaria
- Medico Sociale: William Rossi
- Massaggiatore: Bruno Carmando

## Rosa
Fonte
| N. |                   | Ruolo | Calciatore          |
| -- | ----------------- | ----- | ------------------- |
|    | Italia (bandiera) | P     | Fulvio De Maio      |
|    | Italia (bandiera) | P     | Gianfranco Gargiulo |
|    | Italia (bandiera) | P     | Pierluigi Giunti    |
|    | Italia (bandiera) | P     | Sergio Zanolli      |
|    | Italia (bandiera) | D     | Flavio Malagamba    |
|    | Italia (bandiera) | D     | Mauro Matteucci     |
|    | Italia (bandiera) | D     | Paolo Mialich       |
|    | Italia (bandiera) | D     | Antonio Pasinato    |
|    | Italia (bandiera) | D     | Gino Pigozzi        |
|    | Italia (bandiera) | D     | Franco Rosati       |
|    | Italia (bandiera) | C     | Mario Cartasegna    |
|    | Italia (bandiera) | C     | Giuliano Ciravegna  |
|    | Italia (bandiera) | C     | Luigi De Chiara     |
|    | Italia (bandiera) | C     | Pasquale forte      |

| N. |                   | Ruolo | Calciatore       |
| -- | ----------------- | ----- | ---------------- |
|    | Italia (bandiera) | C     | Luciano Pacco    |
|    | Italia (bandiera) | C     | Giovanni Scotti  |
|    | Italia (bandiera) | C     | Luciano Vatieri  |
|    | Italia (bandiera) | C     | Franco Viappiani |
|    | Italia (bandiera) | A     | Camillo Baffi    |
|    | Italia (bandiera) | A     | Giovanni Bolzoni |
|    | Italia (bandiera) | A     | Antonio Di Paola |
|    | Italia (bandiera) | A     | Pantaleo Dolce   |
|    | Italia (bandiera) | A     | Walter Giuliani  |
|    | Italia (bandiera) | A     | Lucio Lambiase   |
|    | Italia (bandiera) | A     | Pietro Rasi      |
|    | Italia (bandiera) | A     | Renato Ronconi   |
|    | Italia (bandiera) | A     | Paolo Veronese   |

## Risultati

### Serie C

#### Girone di andata
| Salerno 15 settembre 1968 1ª giornata        | Salernitana | 0 – 1 referto | Marsala | Stadio Donato Vestuti |
| \| \| \| \| \| \| Marcatori \| 64’ Frieri \| |             |               |         |                       |
|                                              |             |               |         |                       |
|                                              | Marcatori   | 64’ Frieri    |         |                       |

| Salerno 22 settembre 1968 2ª giornata                    | Salernitana | 2 – 0 referto | Massiminiana | Stadio Donato Vestuti |
| \| \| \| \| \| Matteucci 54’ Rasi 89’ \| Marcatori \| \| |             |               |              |                       |
|                                                          |             |               |              |                       |
| Matteucci 54’ Rasi 89’                                   | Marcatori   |               |              |                       |

| Lecce 29 settembre 1968 3ª giornata                                 | Lecce     | 2 – 1 referto | Salernitana | Stadio Via del Mare |
| \| \| \| \| \| Mammì 60’ Sacchella 83’ \| Marcatori \| 22’ Baffi \| |           |               |             |                     |
|                                                                     |           |               |             |                     |
| Mammì 60’ Sacchella 83’                                             | Marcatori | 22’ Baffi     |             |                     |

| Salerno 6 ottobre 1968 4ª giornata                                             | Salernitana | 2 – 1 referto  | Brindisi | Stadio Donato Vestuti |
| \| \| \| \| \| Baffi 58’ Di Serio 89’ (aut.) \| Marcatori \| 74’ Pierdiluca \| |             |                |          |                       |
|                                                                                |             |                |          |                       |
| Baffi 58’ Di Serio 89’ (aut.)                                                  | Marcatori   | 74’ Pierdiluca |          |                       |

| Cosenza 13 ottobre 1968 5ª giornata                                                    | Cosenza   | 3 – 1 referto         | Salernitana | Stadio San Vito |
| \| \| \| \| \| Alduina 50’ Antonioli 51’, 70’ \| Marcatori \| 29’ (aut.) Gioannetto \| |           |                       |             |                 |
|                                                                                        |           |                       |             |                 |
| Alduina 50’ Antonioli 51’, 70’                                                         | Marcatori | 29’ (aut.) Gioannetto |             |                 |

| Salerno 20 ottobre 1968 6ª giornata         | Salernitana | 1 – 0 referto | Taranto | Stadio Donato Vestuti |
| \| \| \| \| \| Baffi 20’ \| Marcatori \| \| |             |               |         |                       |
|                                             |             |               |         |                       |
| Baffi 20’                                   | Marcatori   |               |         |                       |

| Caserta 27 ottobre 1968 7ª giornata                 | Casertana | 2 – 0 referto | Salernitana | Stadio Alberto Pinto |
| \| \| \| \| \| Cominato 50’, 64’ \| Marcatori \| \| |           |               |             |                      |
|                                                     |           |               |             |                      |
| Cominato 50’, 64’                                   | Marcatori |               |             |                      |

| Salerno 3 novembre 1968 8ª giornata                          | Salernitana | 1 – 1 referto  | Avellino | Stadio Donato Vestuti |
| \| \| \| \| \| Baffi 90+1’ \| Marcatori \| 35’ Pellizzari \| |             |                |          |                       |
|                                                              |             |                |          |                       |
| Baffi 90+1’                                                  | Marcatori   | 35’ Pellizzari |          |                       |

| Crotone 10 novembre 1968 9ª giornata       | Crotone   | 1 – 0 referto | Salernitana | Stadio Ezio Scida |
| \| \| \| \| \| Pupo 42’ \| Marcatori \| \| |           |               |             |                   |
|                                            |           |               |             |                   |
| Pupo 42’                                   | Marcatori |               |             |                   |

| Salerno 17 novembre 1968 10ª giornata                     | Salernitana | 2 – 0 referto | Trapani | Stadio Donato Vestuti |
| \| \| \| \| \| Pasinato 63’ Rosati 82’ \| Marcatori \| \| |             |               |         |                       |
|                                                           |             |               |         |                       |
| Pasinato 63’ Rosati 82’                                   | Marcatori   |               |         |                       |

| Salerno 24 novembre 1968 11ª giornata                           | Salernitana | 2 – 1 referto | Messina | Stadio Donato Vestuti |
| \| \| \| \| \| Veronese 18’, 82’ \| Marcatori \| 30’ La Rosa \| |             |               |         |                       |
|                                                                 |             |               |         |                       |
| Veronese 18’, 82’                                               | Marcatori   | 30’ La Rosa   |         |                       |

| L'Aquila 1º dicembre 1968 12ª giornata                  | L'Aquila  | 1 – 1 referto | Salernitana | Stadio Tommaso Fattori |
| \| \| \| \| \| Dolcetto 27’ \| Marcatori \| 37’ Rasi \| |           |               |             |                        |
|                                                         |           |               |             |                        |
| Dolcetto 27’                                            | Marcatori | 37’ Rasi      |             |                        |

| Napoli 8 dicembre 1968 13ª giornata | Internapoli | 0 – 0 referto | Salernitana |  |

| Salerno 15 dicembre 1968 14ª giornata           | Salernitana | 1 – 0 referto | Potenza | Stadio Donato Vestuti |
| \| \| \| \| \| Viappiani 10’ \| Marcatori \| \| |             |               |         |                       |
|                                                 |             |               |         |                       |
| Viappiani 10’                                   | Marcatori   |               |         |                       |

| Barletta 22 dicembre 1968 15ª giornata      | Barletta  | 1 – 0 referto | Salernitana | Stadio Lello Simeone |
| \| \| \| \| \| Serina 6’ \| Marcatori \| \| |           |               |             |                      |
|                                             |           |               |             |                      |
| Serina 6’                                   | Marcatori |               |             |                      |

| Salerno 5 gennaio 1969 16ª giornata                   | Salernitana | 1 – 1 referto | Matera | Stadio Donato Vestuti |
| \| \| \| \| \| Rasi 17’ \| Marcatori \| 34’ Galati \| |             |               |        |                       |
|                                                       |             |               |        |                       |
| Rasi 17’                                              | Marcatori   | 34’ Galati    |        |                       |

| Pescara 12 gennaio 1969 17ª giornata                         | Pescara   | 1 – 1 referto | Salernitana | Stadio Adriatico |
| \| \| \| \| \| Morganelli 51’ \| Marcatori \| 29’ Pigozzi \| |           |               |             |                  |
|                                                              |           |               |             |                  |
| Morganelli 51’                                               | Marcatori | 29’ Pigozzi   |             |                  |

| Nardò 19 gennaio 1969 18ª giornata                   | Nardò     | 0 – 2 referto      | Salernitana | Stadio Granata |
| \| \| \| \| \| \| Marcatori \| 42’ Rasi 62’ Baffi \| |           |                    |             |                |
|                                                      |           |                    |             |                |
|                                                      | Marcatori | 42’ Rasi 62’ Baffi |             |                |

| Salerno 26 gennaio 1969 19ª giornata                              | Salernitana | 2 – 1 referto | Chieti | Stadio Donato Vestuti |
| \| \| \| \| \| Veronese 46’, 68’ \| Marcatori \| 28’ Gramoglia \| |             |               |        |                       |
|                                                                   |             |               |        |                       |
| Veronese 46’, 68’                                                 | Marcatori   | 28’ Gramoglia |        |                       |

#### Girone di ritorno
| Marsala 2 febbraio 1969 20ª giornata                             | Marsala   | 2 – 0 referto | Salernitana | Stadio Antonino Lombardo Angotta |
| \| \| \| \| \| Frieri 65’ (rig.) Arbitrio 72’ \| Marcatori \| \| |           |               |             |                                  |
|                                                                  |           |               |             |                                  |
| Frieri 65’ (rig.) Arbitrio 72’                                   | Marcatori |               |             |                                  |

| Catania 9 febbraio 1969 21ª giornata            | Massiminiana | 1 – 0 referto | Salernitana | Stadio Cibali |
| \| \| \| \| \| Di Pietro 30’ \| Marcatori \| \| |              |               |             |               |
|                                                 |              |               |             |               |
| Di Pietro 30’                                   | Marcatori    |               |             |               |

| Salerno 16 febbraio 1969 22ª giornata | Salernitana | 0 – 0 referto | Lecce | Stadio Donato Vestuti |

| Brindisi 23 febbraio 1969 23ª giornata | Brindisi | 0 – 0 referto | Salernitana |  |

| Salerno 2 marzo 1969 24ª giornata                       | Salernitana | 1 – 1 referto | Cosenza | Stadio Donato Vestuti |
| \| \| \| \| \| Rosati 56’ \| Marcatori \| 74’ Fusaro \| |             |               |         |                       |
|                                                         |             |               |         |                       |
| Rosati 56’                                              | Marcatori   | 74’ Fusaro    |         |                       |

| Taranto 9 marzo 1969 25ª giornata                       | Taranto   | 1 – 0 referto | Salernitana | Stadio Erasmo Iacovone |
| \| \| \| \| \| Di Stefano 24’ (rig.) \| Marcatori \| \| |           |               |             |                        |
|                                                         |           |               |             |                        |
| Di Stefano 24’ (rig.)                                   | Marcatori |               |             |                        |

| Salerno 16 marzo 1969 26ª giornata | Salernitana | 0 – 0 referto | Casertana | Stadio Donato Vestuti |

| Avellino 23 marzo 1969 27ª giornata         | Avellino  | 0 – 1 referto | Salernitana | Campo di Piazza d' Armi |
| \| \| \| \| \| \| Marcatori \| 40’ Dolce \| |           |               |             |                         |
|                                             |           |               |             |                         |
|                                             | Marcatori | 40’ Dolce     |             |                         |

| Salerno 30 marzo 1969 28ª giornata                                 | Salernitana | 1 – 1 referto     | Crotone | Stadio Donato Vestuti |
| \| \| \| \| \| Cartasegna 32’ \| Marcatori \| 6’ (rig.) Virgili \| |             |                   |         |                       |
|                                                                    |             |                   |         |                       |
| Cartasegna 32’                                                     | Marcatori   | 6’ (rig.) Virgili |         |                       |

| Trapani 13 aprile 1969 29ª giornata                   | Trapani   | 1 – 1 referto | Salernitana | Stadio Polisportivo Provinciale |
| \| \| \| \| \| Davì 53’ \| Marcatori \| 79’ Rosati \| |           |               |             |                                 |
|                                                       |           |               |             |                                 |
| Davì 53’                                              | Marcatori | 79’ Rosati    |             |                                 |

| Messina 20 aprile 1969 30ª giornata                             | Messina   | 1 – 1 referto | Salernitana | Stadio Giovanni Celeste |
| \| \| \| \| \| Luppi 65’ (rig.) \| Marcatori \| 83’ Veronese \| |           |               |             |                         |
|                                                                 |           |               |             |                         |
| Luppi 65’ (rig.)                                                | Marcatori | 83’ Veronese  |             |                         |

| Salerno 4 maggio 1969 31ª giornata                                           | Salernitana | 3 – 1 referto | L'Aquila | Stadio Donato Vestuti |
| \| \| \| \| \| Baffi 16’ Rosati 25’ Rasi 51’ \| Marcatori \| 65’ Fulginei \| |             |               |          |                       |
|                                                                              |             |               |          |                       |
| Baffi 16’ Rosati 25’ Rasi 51’                                                | Marcatori   | 65’ Fulginei  |          |                       |

| Salerno 11 maggio 1969 32ª giornata         | Salernitana | 1 – 0 referto | Internapoli | Stadio Donato Vestuti |
| \| \| \| \| \| Baffi 50’ \| Marcatori \| \| |             |               |             |                       |
|                                             |             |               |             |                       |
| Baffi 50’                                   | Marcatori   |               |             |                       |

| Potenza 18 maggio 1969 33ª giornata          | Potenza   | 1 – 0 referto | Salernitana | Stadio Alfredo Viviani |
| \| \| \| \| \| Scarpa 63’ \| Marcatori \| \| |           |               |             |                        |
|                                              |           |               |             |                        |
| Scarpa 63’                                   | Marcatori |               |             |                        |

| Salerno 25 maggio 1969 34ª giornata | Salernitana | 0 – 0 referto | Barletta | Stadio Donato Vestuti |

| Matera 1º giugno 1969 35ª giornata                                   | Matera    | 1 – 3 referto       | Salernitana | Stadio XXI Settembre |
| \| \| \| \| \| Bellacicco 73’ \| Marcatori \| 29’, 35’, 87’ Baffi \| |           |                     |             |                      |
|                                                                      |           |                     |             |                      |
| Bellacicco 73’                                                       | Marcatori | 29’, 35’, 87’ Baffi |             |                      |

| Salerno 8 giugno 1969 36ª giornata                          | Salernitana | 1 – 1 referto | Pescara | Stadio Donato Vestuti |
| \| \| \| \| \| Matteucci 57’ \| Marcatori \| 82’ Cresson \| |             |               |         |                       |
|                                                             |             |               |         |                       |
| Matteucci 57’                                               | Marcatori   | 82’ Cresson   |         |                       |

| Salerno 15 giugno 1969 37ª giornata                                    | Salernitana | 4 – 0 referto | Nardò | Stadio Donato Vestuti |
| \| \| \| \| \| Scotti 58’ Baffi 57’, 59’ Rosati 89’ \| Marcatori \| \| |             |               |       |                       |
|                                                                        |             |               |       |                       |
| Scotti 58’ Baffi 57’, 59’ Rosati 89’                                   | Marcatori   |               |       |                       |

| Chieti 22 giugno 1969 38ª giornata                                             | Chieti    | 2 – 1 referto | Salernitana | Stadio della Civitella |
| \| \| \| \| \| Gramoglia 62’ (rig.) Giardino 86’ \| Marcatori \| 70’ Scotti \| |           |               |             |                        |
|                                                                                |           |               |             |                        |
| Gramoglia 62’ (rig.) Giardino 86’                                              | Marcatori | 70’ Scotti    |             |                        |

## Statistiche

### Statistiche di squadra
| Competizione | Punti | In casa | In casa | In casa | In casa | In casa | In casa | In trasferta | In trasferta | In trasferta | In trasferta | In trasferta | In trasferta | Totale | Totale | Totale | Totale | Totale | Totale | DR |
| Competizione | Punti | G       | V       | N       | P       | Gf      | Gs      | G            | V            | N            | P            | Gf           | Gs           | G      | V      | N      | P      | Gf     | Gs     | DR |
| ------------ | ----- | ------- | ------- | ------- | ------- | ------- | ------- | ------------ | ------------ | ------------ | ------------ | ------------ | ------------ | ------ | ------ | ------ | ------ | ------ | ------ | -- |
| Serie C      | 40    | 19      | 10      | 8       | 1       | 25      | 10      | 19           | 3            | 6            | 10           | 13           | 21           | 38     | 13     | 14     | 11     | 38     | 31     | +7 |

### Andamento in campionato
| Giornata  | 1 | 2 | 3 | 4 | 5 | 6 | 7 | 8 | 9 | 10 | 11 | 12 | 13 | 14 | 15 | 16 | 17 | 18 | 19 | 20 | 21 | 22 | 23 | 24 | 25 | 26 | 27 | 28 | 29 | 30 | 31 | 32 | 33 | 34 | 35 | 36 | 37 | 38 |
| --------- | - | - | - | - | - | - | - | - | - | -- | -- | -- | -- | -- | -- | -- | -- | -- | -- | -- | -- | -- | -- | -- | -- | -- | -- | -- | -- | -- | -- | -- | -- | -- | -- | -- | -- | -- |
| Luogo     | C | C | T | C | T | C | T | C | T | C  | C  | T  | T  | C  | T  | C  | T  | T  | C  | T  | T  | C  | T  | C  | T  | C  | T  | C  | T  | T  | C  | C  | T  | C  | T  | C  | C  | T  |
| Risultato | P | V | P | V | P | V | P | N | P | V  | V  | N  | N  | V  | P  | N  | N  | V  | V  | P  | P  | N  | N  | N  | P  | N  | V  | N  | N  | N  | V  | V  | P  | N  | V  | N  | V  | P  |

Legenda:

Luogo: C = Casa; T = Trasferta. Risultato: V = Vittoria; N = Pareggio; P = Sconfitta.

### Statistiche dei giocatori
Fonte
| Giocatore     | Serie C  | Serie C | Serie C     | Serie C    |
| Giocatore     | Presenze | Reti    | Ammonizioni | Espulsioni |
| ------------- | -------- | ------- | ----------- | ---------- |
| C. Baffi      | 32       | 12      | ?           | ?          |
| G. Bolzoni    | 2        | 0       | ?           | ?          |
| M. Cartasegna | 31       | 1       | ?           | ?          |
| G. Ciravegna  | 19       | 0       | ?           | ?          |
| L. De Chiara  | 1        | 0       | ?           | ?          |
| F. De Maio    | 2        | -3      | ?           | ?          |
| A. Di Giacomo | 2        | 0       | ?           | ?          |
| A. Di Paola   | 1        | 0       | ?           | ?          |
| P. Dolce      | 13       | 1       | ?           | ?          |
| G. Gargiulo   | 0        | -0      | 0           | 0          |
| W. Giuliani   | 5        | 0       | ?           | ?          |
| P. Giunti     | 21       | -14     | ?           | ?          |
| L. Lambiase   | 1        | 0       | ?           | ?          |
| F. Malagamba  | 9        | 0       | ?           | ?          |
| M. Matteucci  | 33       | 2       | ?           | ?          |
| P. Mialich    | 0        | 0       | 0           | 0          |
| L. Pacco      | 35       | 0       | ?           | ?          |
| A. Pasinato   | 30       | 1       | ?           | ?          |
| G. Pigozzi    | 35       | 1       | ?           | ?          |
| P. Rasi       | 31       | 5       | ?           | ?          |
| R. Ronconi    | 12       | 0       | ?           | ?          |
| F. Rosati     | 35       | 5       | ?           | ?          |
| G. Scotti     | 4        | 2       | ?           | ?          |
| L. Vatiero    | 4        | 0       | ?           | ?          |
| P. Veronese   | 21       | 5       | ?           | ?          |
| F. Viappiani  | 24       | 1       | ?           | ?          |
| S. Zanolli    | 16       | -14     | ?           | ?          |

## Giovanili

Il trofeo Dante Berretti consegnato alla società della Salernitana

### Organigramma
Fonte
- Allenatore Berretti: Mario Saracino

### Piazzamenti
- Berretti:
  - Campionato: Vincitore